# Philippshospital Riedstadt
Vitos Riedstadt, ehemals Zentrum für Soziale Psychiatrie Philippshospital, liegt in der Stadt Riedstadt im Landkreis Groß-Gerau. Das Unternehmen verfügt über ca. 1 km² Grundfläche, wovon ca. 250.000 m² Betriebsfläche für die unten genannten Einrichtungen darstellen.
Die Vitos Riedstadt gemeinnützige GmbH ist eine Einrichtung des Landeswohlfahrtsverbandes Hessen und der Vitos GmbH und wird seit dem 26. Juli 2007 als gemeinnützige Gesellschaft mit beschränkter Haftung geführt. Ehemals war die Gesellschaft unter ZSP (Zentrum für Soziale Psychiatrie Philippshospital) bekannt. Für die angegliederten Fachkliniken gelten die Vorschriften der Krankenhausbetriebsverordnung und die Satzung für das Zentrum für Soziale Psychiatrie Philippshospital. Das Zentrum für Soziale Psychiatrie bildet mit seinen fachlich selbständigen Betriebszweigen einerseits sowie der Verwaltung, den Wirtschafts- und Versorgungsbetrieben andererseits eine kooperierende Einheit.

## Geschichte
Das Vitos Philippshospital Riedstadt gehört zu den ältesten psychiatrischen Krankenhäusern der Welt. Es wurde 1535 von Landgraf Philipp I. von Hessen gestiftet, hatte den ursprünglichen Flurnamen Hofheim, den heute noch die dortige Klinik für Kinder- und Jugendpsychiatrie im Namen trägt, und wurde 1904 zu Ehren des Stifters in „Philippshospital“ umbenannt. Bereits zuvor hatte Philipp die Hohen Hospitäler in Haina und Merxhausen aus säkularisierten Klöstern gestiftet, und 1542 folgte dann noch das im Dreißigjährigen Krieg zerstörte Hohe Hospital in Gronau. Das Krankenhaus erfuhr in seiner langen und wechselvollen Geschichte manche Schicksalsschläge, z. B. im Dreißigjährigen Krieg (1618–1648).
Das Philippshospital war entgegen manchen Gerüchten nie ein Kloster; hier bestand zuvor lediglich eine katholische Pfarrei.
In der Zeit des Nationalsozialismus wurden im Rahmen der sogenannten „T4-Aktion“ Patienten des Philippshospitals nach Hadamar transportiert. Zum Gedenken an die Euthanasieopfer wurde im Jahr 1989 am Eingang des Philippshospitals ein Gedenkstein gesetzt. Jährlich veranstaltet Vitos Riedstadt am 1. September eine Gedenkveranstaltung für die Euthanasieopfer.

## Einrichtungen
Vitos Riedstadt besteht aus den Betriebsstätten:
- Vitos Philippshospital Riedstadt: stellt mit 189 Behandlungsbetten als psychiatrisches Fachkrankenhaus die Versorgung der Mitbürger des Landkreises Groß-Gerau und Teilen des Landkreises Darmstadt-Dieburg in den Fachbereichen Allgemeine Psychiatrie, Psychotherapie, Gerontopsychiatrie und Suchtabteilung sicher. Eine Institutsambulanz sowie zwei Tageskliniken erweitern das Angebot. Im Rahmen eines Pilotprojektes der Weltgesundheitsorganisation wurde das Psychiatrische Krankenhaus Philippshospital als Modellklinik ausgewählt.
- Vitos Kinder- und Jugendklinik für psychische Gesundheit Riedstadt:[2] Fachkrankenhaus für Psychiatrie und Psychotherapie des Kindes- und Jugendalters mit 85 Planbetten, bestehend aus sechs Stationen für Kinder bis 10 Jahren, von 10 bis 14 Jahren und für Jugendliche von 14 bis 18 Jahren, drei Tageskliniken von jeweils 12 Plätzen sowie vier Institutsambulanzen – in Riedstadt selbst, Höchst im Odenwald und Heppenheim. Die Kinder- und Jugendklinik hat ein weit größeres Einzugsgebiet als Versorgungsauftrag für die Landkreise Bergstraße, Groß-Gerau, Darmstadt-Dieburg, und Odenwald sowie die kreisfreie Stadt Darmstadt.
- Vitos Klinik für forensische Psychiatrie Riedstadt: ist eine Einrichtung des Maßregelvollzugs. Eine qualifizierte Behandlung von Straftätern ist der beste Schutz der Bevölkerung vor erneuten Straftaten. Das ist die Aufgabe der Vitos Klinik für forensische Psychiatrie Riedstadt. Die Klinik wurde 2011 eröffnet und behandelt erwachsene psychisch kranke Rechtsbrecher, die nach §63 Strafgesetzbuch untergebracht worden sind. Sie erfüllt den gesellschaftlichen Auftrag der Besserung, Sicherung und Rehabilitation der Patienten. Die Klinik verfügt über 92 Betten verteilt auf fünf Stationen.
- Vitos begleitende psychiatrische Dienste Riedstadt: unterstützen chronisch psychisch kranke Menschen in den Bereichen Wohnen, Arbeit und Freizeit. Die Mitarbeiter unterschiedlicher Fachrichtungen engagieren sich täglich, um den Klienten eine Teilhabe am gesellschaftlichen Leben zu ermöglichen, die ihren individuellen Fähigkeiten und dem jeweiligen Krankheitsbild entspricht.

## Psychiatrie-Museum
Das 1975 eröffnete Psychiatrie-Museum Philippshospital informiert über die 500-jährige wechselvolle Geschichte des 1535 gegründeten Philippshospitals und heutigen Fachkrankenhauses für Psychiatrie und Psychotherapie der gemeinnützigen Gesellschaft Vitos Riedstadt.